# كولن هاتشينسون
كولن هاتشينسون (بالإنجليزية: Colin Hutchinson)‏ هو لاعب كرة قدم بريطاني في مركز نصف الجناح، ولد في 20 أكتوبر 1936 في كونست ‏ في المملكة المتحدة، وتوفي في 20 يناير 2017. لعب مع ستوك سيتي وماكليسفيلد تاون ونادي كرو ألكساندرا.